# Mute (Musiklabel)
Mute Records ist ein britisches Musiklabel und wurde 1978 von Daniel Miller in London gegründet. Das Label wurde 2002 von der EMI Group übernommen und gehört seit deren Zerschlagung 2012 zu Bertelsmanns BMG Rights Management. Mute Records lizenziert die Marke Mute an Mute Artists, ein Independent-Label, welches sich auf die Produktion und den Vertrieb von elektronisch geprägter Popmusik konzentriert und von Miller 2010 neu gegründet wurde.

## Geschichte
Die Gründung geht zurück auf die Entscheidung Daniel Millers, seine eigene musikalische Arbeit mit der aufblühenden Gattung elektronischer Instrumente (Synthesizer) im Selbstvertrieb zu vermarkten. Die dabei entstandene Single Warm Leatherette von The Normal wurde zum Club-Hit und gehört noch heute zum Repertoire von DJs, die sich auf elektronische und New-Wave-Musik der frühen 1980er Jahre spezialisiert haben. Miller outete sich sehr früh als Fan deutschen Krautrocks bzw. früher Elektronik-Avantgarde wie Kraftwerk, Neu!, Can oder den New Yorkern Suicide. Die erste Veröffentlichung des Labels wurde konsequenterweise das zweite Album der deutschen Elektronik-Provokateure Deutsch Amerikanische Freundschaft (D.A.F.), Die Kleinen und die Bösen von 1980, ein Meilenstein des deutschen Electropunks und Vorreiter der Electronic Body Music.
Zu den Künstlern, die Mute unter Vertrag nahm, gehörten später auch kommerziell überaus erfolgreiche Bands wie Depeche Mode, Erasure, Moby, Nick Cave, Einstürzende Neubauten, Kraftwerk, Laibach oder Goldfrapp.
Mute hat heute noch zwei Niederlassungen: in England und den USA. Die Niederlassungen in der damaligen Tschechoslowakei („Mute Czechoslovakia“) und in Deutschland („Mute Tonträger“) bestehen nicht mehr als eigenständige Abteilungen. Die deutsche Abteilung wurde 2008 von der damaligen Mutter EMI Music geschlossen.
Im Mai 2002 verkaufte Daniel Miller Mute Records an das britische Major-Label EMI Music, wodurch Mute seinen Independent-Status verlor. Im September 2010 einigten Miller und EMI sich auf die Neugründung eines eigenständigen Labels unter Millers Führung und dem Namen Mute Artists Ltd. Die Marke Mute sowie die Rechte an Aufnahmen und die Verträge mit Künstlern wie Depeche Mode, Goldfrapp oder Kraftwerk verblieben bei Mute Records/EMI. Mute Records lizenzieren seither die Marke und Aufnahmen, die bis dato bei Mute erschienen waren, an die neue Mute Artists.
Nach der Übernahme von EMI Music durch Universal Music im Jahr 2012 musste diese Mute Records aufgrund von Auflagen der Europäischen Kommission weiterverkaufen. Im Zuge des Bieterwettstreits versuchte Daniel Miller seine ehemalige Plattenfirma zurückzuerwerben, unterlag jedoch der Berliner BMG Rights Management.
Den Katalog von Mute Records lizenziert BMG in den USA und Kanada an INgrooves und im Rest der Welt an PIAS.

## Ausrichtung von Mute
Neben dem Hauptlabel Mute existieren noch einige Unterlabels, welche sich meist einem bestimmten Musikstil verschrieben haben. Für sehr experimentelle Musik gibt es Blast First, für eher tanzbaren Techno/Electronica das Sublabel novamute, welches durchaus beachtliche Erfolge (besonders unter DJs) feiern konnte und noch immer kann. Zum Künstler-Roster gehört(e) z. B. Luke Slater, Plastikman, Juno Reactor oder Steve Stoll. Anfangs hat novamute recht oft die Tresor-Records-Platten für den internationalen Markt lizenziert und so einer breiten Masse zur Verfügung gestellt.
Es gibt aber nicht nur das Techno-Label im Hause Mute, sondern ein weiteres, welches andere elektronische Seiten der heutigen Musikszene beleuchtet - House und Trance. Dieser Stil wurde auf dem Unterlabel Future Groove veröffentlicht und hatte ebenso bekannte Namen wie Jamez, die Trancesetters (ein Projekt von Jamez und Dobre), Desert und andere unter Vertrag.

## Künstler
- Erasure haben Mute Records verlassen und sind seit 2011 bei Mute Artists unter Vertrag. Die Rechte an alten Aufnahmen verbleiben bei Mute Records.
- Goldfrapp haben Mute Records verlassen und sind nun bei Mute Artists unter Vertrag.
- Depeche Mode haben Mute Records verlassen und sind seit 2012 bei Columbia Records/Sony Music unter Vertrag. Die Rechte an alten Aufnahmen verblieben bis 2015 bei Mute Records (Vertrieb durch Sony Music) und fielen dann an die Band, welche den Katalog seither an Sony Music lizenziert hat.[3]
- New Order veröffentlichten 2015 ihr Album Music Complete bei Mute Artists.
- Nick Cave and the Bad Seeds haben Mute Records verlassen und sind seit 2013 bei Kobalt Label Services unter Vertrag.
- Apparat hat 2011 bei Mute Artists unterschrieben.
- Yann Tiersen hat 2010 bei Mute Artists unterschrieben.